# Inchil
Inchil (arabisch أنخل, DMG Anḫil) ist eine Stadt im Süden Syriens, die administrativ zum Distrikt al-Sanamayn des Gouvernements Darʿā gehört. Sie liegt nördlich von Darʿā und östlich der Golanhöhen in der Hauran-Ebene. Bei der Volkszählung von 2004 durch das syrische Zentralamt für Statistik hatte es eine Bevölkerung von 31.258.

## Geschichte
Zu den antiken Ruinen, die in Inchil gefunden wurden, gehören die Überreste einer großen Villa aus dem 2. Jahrhundert n. Chr. während der römischen Herrschaft. Innerhalb des Gebäudes befindet sich eine große gewölbte zentrale Halle, die mit mehreren Räumen verbunden ist, die Büsten und andere aus Basalt geschnitzte Skulpturen aus der Römerzeit enthalten. Die Fassade verfügt über reich verzierte Eingänge und Nischen mit Muschelköpfen. Während der byzantinischen Herrschaft wurde Inchil von den Ghassaniden dominiert, arabischen Vasallen des Reiches mit Sitz im nahe gelegenen Dschabiya.
Im Jahr 1596 erschien Inchil in den osmanischen Steuerregistern unter dem Namen Nahal und war Teil der Nahiya von Bani Kilab im Sanjak von Hauran. Die Bevölkerung war vollständig muslimisch und bestand aus 86 Haushalten und 45 Junggesellen. Sie zahlten einen festen Steuersatz von 40 % auf landwirtschaftliche Produkte, darunter Weizen, Gerste, Sommerfrüchte, Ziegen und Bienenstöcke; zusätzlich zu gelegentlichen Einnahmen; insgesamt 13.000 Akçe. Der Großteil des Einkommens (22 von 24 Teilen) ging an einen Waqf (religiöser Trust).
Die Stadt bestand Anfang der 1840er Jahre aus etwa 50 Häusern, die alle von Muslimen bewohnt wurden. Laut dem deutschen Archäologen Gottlieb Schumacher wurde Inchil im Jahr 1897 als „kleiner Ort mit 55 bis 60 Hütten“ registriert.
Inchil war eine der ersten Städte, die sich im März 2011 nach Demonstrationen in Dera am syrischen Aufstand 2011–2012 gegen die Regierung von Baschar al-Assad beteiligte. Am 19. August 2012 wurden vier Demonstranten getötet und Dutzende verletzt, nachdem syrische Sicherheitskräfte auf Demonstranten schossen, die nach dem Freitagsgebet aus einer Moschee kamen.